# Bandeira de Kemerovo
A Bandeira de Kemerovo é um dos símbolos oficiais do Oblast de Kemerovo, uma subdivisão da Federação Russa. Foi aprovado em 7  de junho de 2002.

## Descrição
Seu desenho consiste em um retângulo na proporção largura-comprimento de 1:2 na cor vermelho vermelho com uma faixa azul ao longo do mastro de bandeira na largura total do pavilhão e de um terço do seu comprimento. No topo da faixa azul está o brasão de armas do óblast.
A bandeira do óblast é bastante semelhante à bandeira da RSS da Rússia (1954-1991), por possuir muitos elementos em comum. O mesmo ocorre com as bandeiras dos óblasts de Vladímir e Kostroma e da brandeira do Krai de Altai.